# Learn to Swim
Learn to Swim ist ein Filmdrama von Thyrone Tommy, das im September 2021 beim Toronto International Film Festival seine Premiere feierte und im August 2022 in den USA in das Programm von Netflix aufgenommen wurde.

## Handlung
Dezi ist ein äußerst talentierter, jedoch verarmter Saxophonist. Weil er Probleme mit seinem Kiefer hat und nur mit Schmerzen spielen kann, verdient er sein Geld, indem er Instrumente repariert. Als sich er und die temperamentvolle, jedoch noch recht unerfahrene Sängerin Selma kennenlernen, sprühen sofort die Funken.

## Produktion

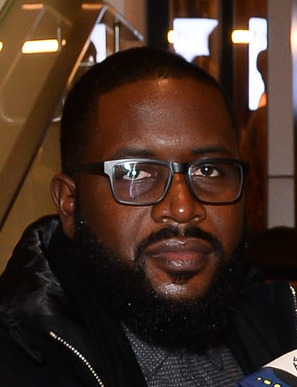
Regie führte Thyrone Tommy

Regie führte Thyrone Tommy, der gemeinsam mit Marni Van Dyk auch das Drehbuch schrieb. Der in Toronto ansässige Filmemacher Tommy drehte zuvor die Kurzfilme Seed of a Deadbeat, Liar, Cheater, Whore, Avalanche und Mariner. Learn To Swim ist sein Spielfilmdebüt.
Thomas Antony Olajide spielt in der Hauptrolle Dezi. Für Emma Ferreira, die Selma spielt, handelt es sich um die erste Rolle in einem Spielfilm.
Die Premiere erfolgte am 11. September 2021 beim Toronto International Film Festival. Ab Anfang Oktober 2021 wurde der Film beim Vancouver International Film Festival vorgestellt. Anfang März 2022 wurde er beim Santa Barbara International Film Festival gezeigt. Anfang April 2022 wurde er beim Sarasota Film Festival vorgestellt, Ende des Monats beim Atlanta Film Festival. Am 15. August 2022 wurde der Film in den USA in das Programm von Netflix aufgenommen.

## Rezeption

### Kritiken
Von den bei Rotten Tomatoes aufgeführten Kritiken sind bislang 93 Prozent positiv. Die durchschnittliche Wertung liegt bei 7,6 von 10 Punkten.

### Auszeichnungen
Brooklyn Film Festival 2022
- Auszeichnung mit dem Produzentenpreis (Alona Metzer)[8]

Canadian Screen Awards 2022
- Nominierung als Bester Hauptdarsteller (Thomas Antony Olajide)
- Nominierung als Bester Song (And Then We Don't, Tika Simone und Casey Manierka-Quaile)[9]

NAACP Image Awards 2023
- Nominierung als Bester internationaler Film[10]